# Pringlea antiscorbutica
Pringlea antiscorbutica je endemická rostlina subantarktických ostrovů, je to jediný druh monotypického rodu Pringlea z čeledě brukvovitých.

## Výskyt
Tato rostlina se vyskytuje pouze na ostrovech severně nad Antarktidou, které jsou již značně ovlivněny antarktickým počasím, ale ještě neleží v oblastech zamrzajícího oceánu. Roste např. na Kerguelenových a Crozetových ostrovech, na Heardově a McDonaldovych ostrovech a na ostrovech prince Edwarda. Předpokládá se, že na některých těchto místech roste již od třetihor.

## Popis
Tato stále zelená rostlina pro kterou dosud není český název se v angličtině, francouzštině i němčině nazývá „kerguelenské zelí“. Vzhledově její listy skutečně připomínají hlávkové zelí, které se ale jen minimálně stáčejí do hlávky. Ze široce rozvětveného kořene vyrůstají postupně hrubé stonky odspodu dřevnatějící, na jejichž vrcholech jsou růžice zelených, širokých listů. Ve stáří 3 až 4 roků začíná vyrůstat z růžic 3 až 5 lodyh s květy, tehdy mívá rostlina v průměru asi 50 cm. Rostlina většinou kvete po několik let opakovaně, dožívá se průměrně asi 7 let. Nedávné práce prokázaly, že geneticky má rod Pringlea nejblíže k rodu hulevník (Sisymbrium).
Oboupohlavé květy na krátkých stopkách jsou uspořádány do hustých hroznovitých květenství, mnohdy rozvětvených. Květ má 4 zelené, chlupaté kališní lístky dlouhé asi 6 mm a 4 drobné korunní lístky které jsou mnohdy neúplné nebo chybí. V květu je ve dvou kruzích 6 tyčinek s  nitkami dlouhými 8 mm zakončenými 2 mm prašníky. Ochlupený semeník má krátkou čnělku s velkou kulatou bliznou. Rostliny vykvétají v měsíci září.
Jedné se o květy protogynické, blizny jsou schopny opylení dřív než dozraje pyl. U mladých květů jsou tyčinky s nezralým pylem kratší než semeník, jak pyl dozrává prodlužují se i tyčinky a v době zralosti pylu jsou prašníky již nad bliznou. Plodem jsou pukající šešule. Semena po styku s vodou slizovatí a mohou plout po říční i mořské vodě, nejsou dormantní.

## Přizpůsobení prostředí
V místě výskytu není dostatek vhodného létajícího hmyzu k opylování a velmi silný vítr s trvalou vysokou vzdušnou vlhkostí (80 %) také neskýtá záruku opylení. Květy se těmto podmínkách přizpůsobily a nedojde-li k opylení cizím pylem, je stejně úspěšné i samoopylení. Na množství a klíčivosti takto vzniklých semen nemá způsob opylení vliv. Květy se evolučně přizpůsobily drsným podmínkám subantarktických ostrovů.
Pringlea antiscorbutica roste v místech, kde nejsou trvale mrazy, jen málokdy poklesne v noci teplota pod 0 °C. Průměrná zimní teplota bývá +2 °C a často padá sníh, letní je pod +8 °C. Pokusy s pěstování této rostliny v mírném pásmu byly neúspěšné, nesnáší vyšší teploty ani menší obsah vlhkosti ve vzduchu a v půdě. I při teplotě okolo 0 °C rostlina nemá období klidu, fotosyntéza je více ovlivňována zářením než teplotou.

## Význam
Listy rostliny obsahují silice které jsou velmi bohaté mj. na draslík a hlavně kyselinu askorbovou (vitamín C). Toto věděl již mořeplavec James Cook a při své druhé plavbě v uvedených oblastech používal tuto rostlinu buď formou salátů nebo vařenou v polévkách a omáčkách jako účinnou prevenci proti kurdějím.
V současnosti je rostlina již bez ekonomického významu, je však ještě ne plně prozkoumaným endemitem, ukázkou evolučního se přizpůsobení drsným podmínkám. Přestože roste převážně na ostrovech bez trvalého lidského osídlení, je na některých územích zdevastována dovezenými zvířaty, například králíky nebo soby. Její trvalý ústup z míst kde není ničím ohrožována je přičítám pomalu se zvyšující teplotě a snižování srážek v dané oblasti.

## Snímky z reálu

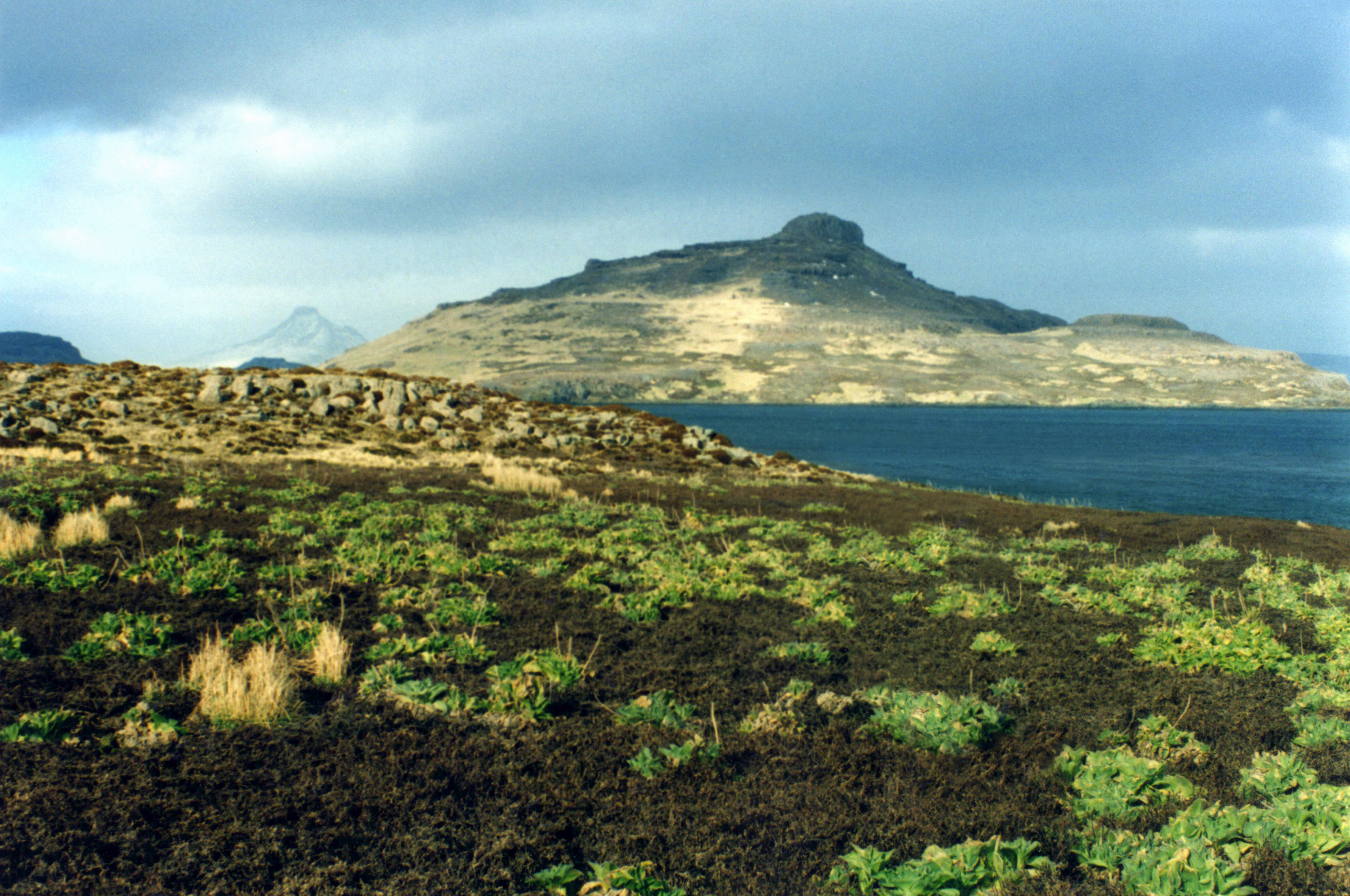
Pringlea antiscorbutica v přirozeném prostředí
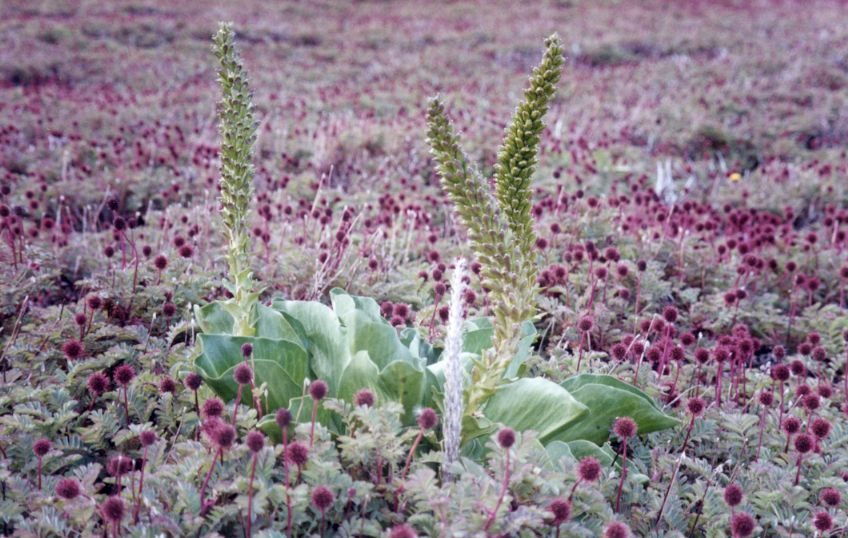
Rostlina se třemi květními lodyhami, okolo Acaena magellanica
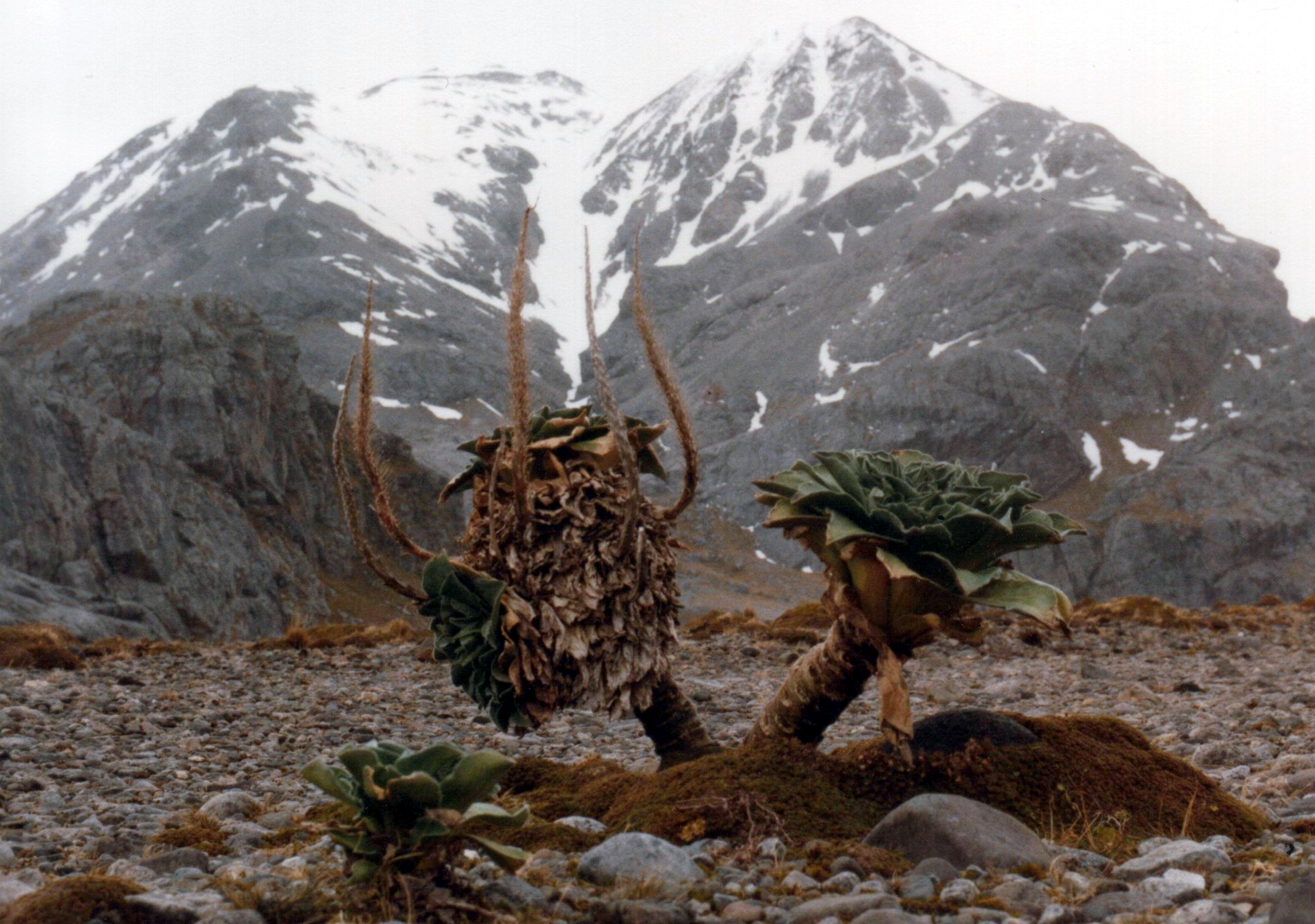
Suchá rostlina se zbytky květenství